# Taimeo el Chico
Taimeo el Chico är en ort i Mexiko.   Den ligger i kommunen Zinapécuaro och delstaten Michoacán de Ocampo, i den södra delen av landet, 170 km väster om huvudstaden Mexico City. Taimeo el Chico ligger 2 530 meter över havet och antalet invånare är 442.
Terrängen runt Taimeo el Chico är lite bergig. Runt Taimeo el Chico är det ganska tätbefolkat, med 90 invånare per kvadratkilometer. Närmaste större samhälle är Zinapécuaro, 13,3 km väster om Taimeo el Chico. I omgivningarna runt Taimeo el Chico växer i huvudsak blandskog.